# 破風者船

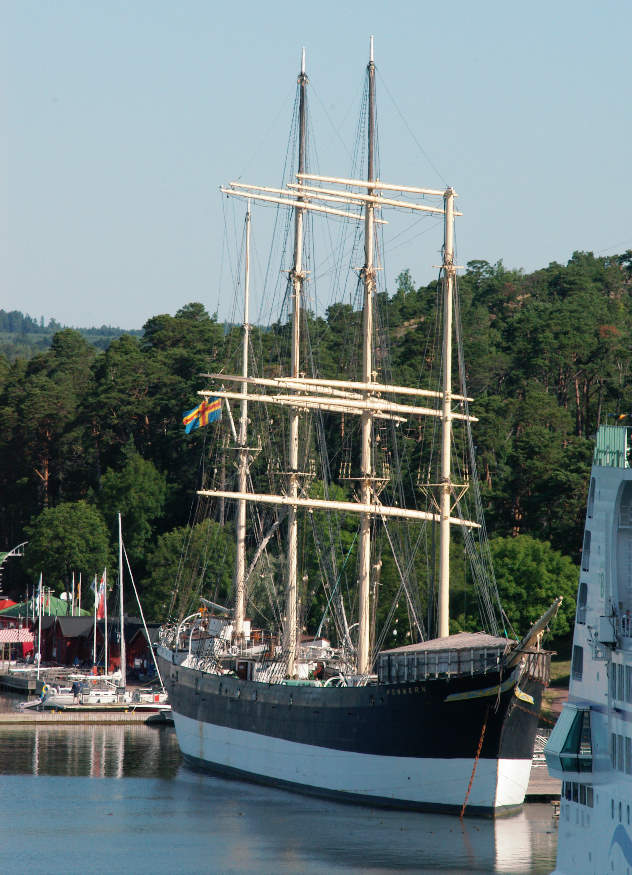
停泊於芬蘭奥兰地區玛丽港的大型鐵身帆船波美拉尼亞號，照片攝於2005年

大型鐵身帆船（英文：windjammer），顧名思義是一種船身用鐵或鋼製的大型帆船。其英文「windjammer」的意思為「to jam the wind」，即「破風」的意思。主要在十九世紀晚葉用來運送貨物。
大型鐵身帆船最大的特點是有三至五支桅杆及大型方帆，是歷史上最大型的貨運帆船，排水量動輒就是數千公噸，當時的德國製帆船有100米長、重約3000公噸。它們的造價比用木製船身的同類帆船為便宜，原因有三個，其一是它用強度較大的鐵製造，於是可以製造出比木船大的船身，比較符合經濟效益，而鐵造的船身比木船所佔的空間為小，騰出來的空間可以載運更多的貨物。而且，在同樣大小的船身上，鐵製的比木製的維護費用為低，因為木較容易被蛀蝕。

## 歷史
大型鐵身帆船大多是在1870年代至1890年代製造，正值工業革命時期，煤受到大量的開採而便宜起來，蒸汽機因而變得普及，而受到蒸汽輪船的競爭。在當時，鋼製的船身也逐漸取代鐵製的船身。而帆船的運作是需要一大群船員控制帆的升降（蒸汽船則只須考慮鍋爐及燃料的操作），所以運作費用也較為昂貴，而且和其他帆船一樣，大型鐵身帆船也是需要仰賴氣候，風向等條件作業，所以比起輪船，是不太可靠的。故蒸汽船為當時航運首選，而當時英國的遠洋船也是以蒸汽船為主。可是蒸汽船造價較高昂，故法國、德國等地就以大型鐵身帆船作為其主要遠洋船隻。在德國的Flying-P-Liner及法國的Borde & Fils是使用大型鐵身帆船的著名船運公司。
大型鐵身帆船主要在沒有煤及水的偏遠港口利用為運輸工具，如在澳洲地區協助運送羊毛、穀物或在一些偏遠的太平洋島嶼運輸海鳥糞，還有在南美協助運輸硝石。它偶而亦會用作運送一些較為易碎的貨物，如玻璃，因為帆船的震動程度比蒸汽輪船來得要低。
在第一次世界大戰後，不少大型鐵身帆船被炸毀或遺失了，蒸汽船普及後，新建的大型鐵身帆船的數目變得更少，為該類帆船短暫的活躍期劃上了句號。最後一艘建造的这類船隻為德国的帕多瓦號（Padua），在1926年由德國所建造，第二次世界大战后赔偿给苏联，現名為克魯森施滕號，作為海上训练學堂之用。不过，直至1930年代，大型鐵身帆船依然主要用作商業運輸（雖然這已是夕陽行業）。而在第二次世界大戰前，某些地方，如芬蘭也仍然使用該類帆船作為貨運用途的。
現時僅存的大型鐵身帆船為數不多，大多用作展示之用，如波美拉尼亞號，而克魯森施滕號則作為海上學堂，在世界各地航行；在日本的日本丸，也是同類的帆船。

## 資料來源
- http://www.fortjefferson.com/shipwrecks/windjammer.htm （页面存档备份，存于）
- http://www.austehc.unimelb.edu.au/tia/442.html （页面存档备份，存于）
- Voyaging With The Wind: An Introduction to Sailing Large Square Rigged Ships，Alan Villiers，H.M. Stationery Office 1975

1. ↑  見.   [2007-01-07]. （原始内容存档于2006-11-15）.